# Гогаев, Георгий Валерьевич
Георгий Валерьевич Гогаев (род. 23 июля 1995) — российский борец вольного стиля, чемпион мира среди кадетов и юниоров, призёр первенства Европы среди молодёжи, бронзовый призёр чемпионата России. 1 июля 2014 года ему было присвоено спортивное звание мастер спорта России. Выступает в тяжёлой весовой категории (до 97 кг). С 2001 года его тренером был Качабер Джукаев, а с 2008 года — Малик Тедеев. Также тренировался под руководством К. Хубешты.

## Спортивные результаты
- Первенство мира среди кадетов 2012 годов года — ;
- Мемориал Дейва Шульца 2014 года — ;
- Первенство мира среди юниоров 2014 года — ;
- Первенство Европы среди молодёжи 2017 года — ;
- Турнир на призы Александра Медведя 2017 года — ;
- Турнир Степана Саргсяна 2017 года — ;
- Турнир Владимира Семёнова 2017 года — ;
- Турнир Владимира Семёнова 2018 года — ;
- Чемпионат России по вольной борьбе 2019 года — ;
- Гран-при Ивана Ярыгина 2020 года — .